# Коштіуджень
Коштіуджень, Коштіуджені (рум. Coștiugeni) — село у повіті Ботошані в Румунії. Входить до складу комуни Албешть.
Село розташоване на відстані 368 км на північ від Бухареста, 29 км на схід від Ботошань, 71 км на північний захід від Ясс.

## Населення
За даними перепису населення 2002 року у селі проживали 665 осіб, усі — румуни. Усі жителі села рідною мовою назвали румунську.